# Дуглас, Уильям, 1-й лорд Дуглас
Уильям I Дуглас (англ. William I of Douglas, умер около 1213 или 1214 года) — 1-й лорд Дуглас, первый достоверно известный представитель шотландского рода Дугласов. Вероятнее всего, его предки были фламандцами, которые получили в XII веке владения в долине реки Дуглас Уотер. Возможно, Уильям принимал участие в подавлении восстания Дональда Бана против короля Шотландии Вильгельма I Льва.

## Происхождение
Точное происхождение Уильяма неизвестно. Дэвид Хьюм из Годскрофта приводит семейную легенду Дугласов, в которой сообщается о битве, якобы происшедшей в 767 году между королём скоттов Сольватием и узурпатором Дональдом Баном. Победа склонялась в сторону Дональда, когда вмешательство некоего благородного человека решило битву в пользу Сольватия. Когда король спросил, кто этот рыцарь, ему ответили: Шолто Дуглас (гэльск. Sholto du glasse — «Человек с темным лицом»). В награду король даровал рыцарю земли в графстве Ланарк. Этого Шолто считали прародителем Дугласов. Современные историки признают эти сведения мифическими, хотя упоминание имени Дональд Байн, возможно, является отсылкой к восстанию Дональда Бана Мак-Уильяма, которое могло найти отражение в семейной легенде об узурпаторе Дональде Байне и короле Сольватии. Возможно, Уильям Дуглас принимал участие в подавлении восстания.
По другой версии предком Дугласов был фламандец Теобальд, который в 1147 году получил от аббата Келсо владения в бассейне реки Дуглас Уотер в Клайдсайде. С гэльского название этой реки (Dubh glas) можно перевести как «чёрная вода». Река дала название замку Дуглас, а также и роду. Пол Бальфур в «The Scots Peerage» высказывает сомнение в том, что Теобальд был предком Дугласов, указывая на то, что тот получил земли не в долине реки Дуглас Уотер, а в Лесмахаго; тем не менее в настоящее время фламандская версия происхождения Дугласов считается доказанной
Возможно, предки Дугласов поселились в известном во время правления Малькольма IV (1153—1165 годы) фламандском поселении в верховьях реки Клайд. Уильям был братом (или, по другой версии, шурином) Фрескина из Кердейла, землевладельца в Морее, а оба они, вероятно, были потомками фламандца Фрескина, который получил владения в Морее от короля Давида I. Позже это пожалование было подтверждено для его сына Уильяма королём Малькольмом IV. В пользу общего происхождения обеих семей свидетельствует наличие в них одинаковых имён (Уильям, Хьюго, Арчибальд). Когда 1240-е годы потомки Фрескина унаследовали Ботвелл, их соседями были их дальние родственники — Дугласы.

## Биография
Уильям получил владения в долине реки Дуглас Уотер не позднее 1177 года. Об этом свидетельствует хартия, которую дал монахам Мелроуза верховный стюарт Уолтер Фиц-Алан, умерший в этом году.
Имя Уильяма присутствует в хартии, датируемой 1174/1179 годом, о пожаловании епископом Глазго Джоселином аббатству Келсо усадьбы в Глазго. Вероятно в это время Уильям был лэрдом Дугласа, поскольку его младший сын был там пастором около 1202 года.
Семья Уильяма, несомненно, занимала заметное положение в Морее, однако никаких свидетельств присутствия Уильяма там не обнаружено, если не считать легенду о его участии в подавлении восстания Дональда Бана. В 1181 году против короля Шотландии Вильгельма I Льва поднял восстание Дональд Бан Мак-Уильям, принадлежавший к роду, претендовавшему на шотландскую корону. У короля хватало проблем, которые мешали справиться с восстанием, но в 1187 году он собрал все силы и двинулся на мятежников в Инвернесс. Однако у него возникли серьёзные проблемы: часть шотландской знати не желала, чтобы их возглавлял король, другая часть знати наоборот требовала, чтобы ими руководил король. Положение спас лорд Галлоуэя Лохланн (Роланд). Он вместе с небольшим отрядом выступил против Дональда Бана и 31 июля 1187 года разбил его неподалёку от Инвернесса, а сам Дональд Бан был убит. Поскольку традиция связывает родоначальника Дугласов с восстанием Дональда Бана, то, вероятно, Уильям был одним из вассалов лорда Галлоуэя и сопровождал его в походе против Дональда Бана. Нет документальных свидетельств, которые подтверждают активное участие Уильяма в подавлении восстания, но после 1187 года Дугласы появляются в поле зрения источников.
Уильям умер около 1213 или 1214 года. Из шести детей Уильяма пятеро были священниками, а старший, Арчибальд I, унаследовал владения отца.

## Брак и дети
Имя жены Уильяма неизвестно. Существует версия, что она была сестрой Фрескина, родоначальника клана Мюррей и графов Сазерленд, однако вероятнее Фрескин был не шурином, а братом Уильяма. Дети:
- Арчибальд I (умер после 1240), 2-й лорд Дуглас[1][6];
- Брайс (умер 1222), епископ Морея в 1203[1][6];
- Хьюго (умер около 1238), каноник в Спайни, архидьякон в Морее[1][6];
- Фрескин, пастор в Дугласе, позже декан в Морее[1][6];
- Генри (умер после 1239), каноник в Спайни[1][6];
- Александр (умер после 1237), каноник в Спайни, член капитула священников Элгина[1][6];
- Маргарет[6].